# Frontière entre la Biélorussie et la Lituanie
La frontière entre la Biélorussie et la Lituanie est une frontière internationale de 678 kilomètres de longueur. C'est aussi l'une des frontières extérieures de l'espace Schengen. La frontière est essentiellement terrestre, mais traverse parfois quelques lacs, comme le lac Drūkšiai, et suit parfois certains cours d'eau, comme la rivière Dysna et le fleuve Niémen.
Des visas lituaniens sont nécessaires pour les ressortissants biélorusses, et des visas biélorusses sont nécessaires pour les ressortissants lituaniens.

## Histoire
Les territoires de part et d'autre de la frontière actuelle font partie du Grand-duché de Lituanie du XIIIe siècle jusqu'à la fin du XVIIIe siècle, puis de l'Empire russe jusqu'en 1917. À la suite de l'indépendance de la Première république de Lituanie, une première frontière soviéto-lituanienne est créée de jure par le traité de paix lituano-soviétique de 1920 mais la région de Vilnius, qu'elle traverse, est contrôlée par la Pologne jusqu'en 1939. 
Après l'annexion de la Lituanie par l'URSS en 1940 puis 1944, la frontière actuelle est une limite administrative entre les républiques soviétiques de Lituanie et de Biélorussie. Elle devient une frontière internationale lorsque les deux pays deviennent indépendants lors de la dislocation de l'URSS en 1991. Le tracé actuel fait l'objet d'un traité entre la Lituanie et la Biélorussie le 6 février 1995.

## Protection
Sur sa partie terrestre, la frontière est délimitée par des clôtures électriques et des zones d'interdiction de passage. L'Union européenne a notamment financé l'installation de ces équipements, ainsi que la surveillance électronique de la frontière (caméras thermiques, etc.).
En juillet 2021, la Lituanie annonce la construction d'un mur le long de la frontière avec la Biélorussie, de par l'augmentation des passages de clandestins. Cette barrière métallique de 500 km constituée de fils barbelés devrait avoir un coût de 150 millions d'euros, budgétisé en août 2021 par le parlement lituanien. 

## Points de passage

### Points de passages routiers
Il existe de nombreux points de passages routiers traversant la frontière.
- route 110 à Adutiškis ;
- route 109 / P110 à Švenčionys ;
- route 103 / P45 près de Vilnius ;
- route E28 / A3 / M7 près de Vilnius ;
- route 104 / P89 près de Dieveniškės ;
- route  E85 / A15 / M11 près de Šalčininkai ;
- route 105 / P145 près de Eišiškės/Radun ;
- route A4 / P42 près de Druskininkai.

Le tableau ci-dessous reprend ceux concernant les routes européennes, du nord au sud.
| Route Européenne | Route de Biélorussie | Villes desservies | Point de passage | Villes desservies | Route de Lituanie |
| ---------------- | -------------------- | ----------------- | ---------------- | ----------------- | ----------------- |
| E 28             |                      | Minsk             | Medininkai       | Vilnius           |                   |
| E 85             |                      | Slonim - Lida     | Šalčininkai      | Vilnius           |                   |

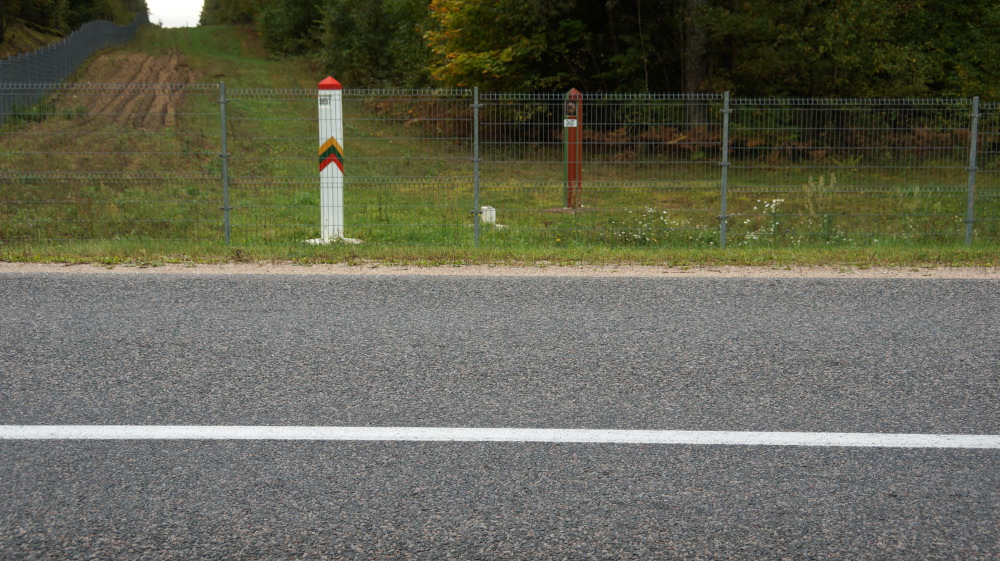
La frontière, près de Dieveniškės.
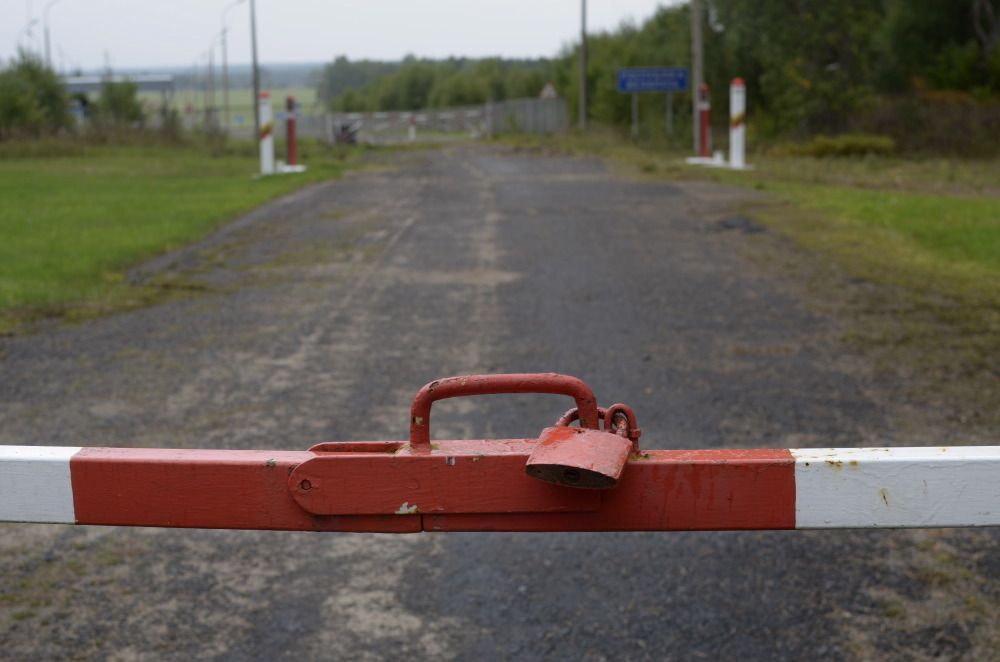
La frontière près de Ureliai.
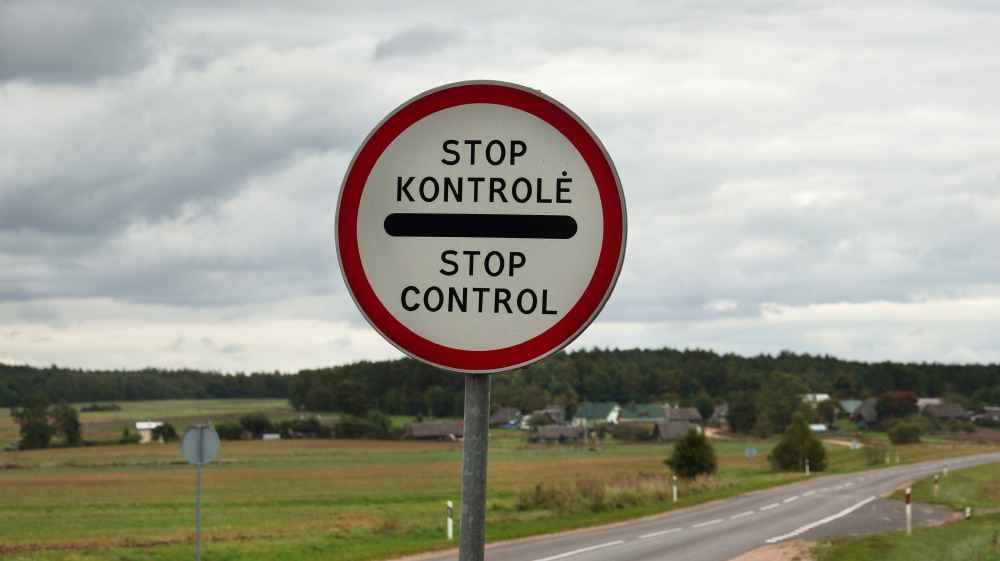
La frontière près de Krakūnai.

### Points de passages ferroviaires
Il existe cinq points de passages ferroviaires traversant la frontière. Toutes les lignes sont à voie à écartement russe. Pour certains tronçons, en raison de l'invasion de l'Ukraine par la Russie de 2022, le trafic est réduit voire interrompu. Le tableau ci-dessous les reprend.
| Code UIC | Ligne de Biélorussie                 | Gare de Biélorussie    | Ligne de Lituanie                   | Gare de Lituanie      | Remarques                                                             |
| -------- | ------------------------------------ | ---------------------- | ----------------------------------- | --------------------- | --------------------------------------------------------------------- |
| 1050     | Ligne de Maladetchna à Gudogai (pl)  | Gare de Gudogai (pl)   | Ligne de Vilnius à Kena (pl)        | Gare de Kena (pl)     | Double voie électrifiée en 25 kV                                      |
| 1051     | Ligne de Lida à Beniakone (pl)       | Gare de Beniakone (pl) | Ligne de Vilnius à Stasylos (pl)    | Gare de Stasylos (ru) | Voie unique non électrifiée                                           |
| 1052     | Ligne de Vilnius à Didžiasalis       | Peskariski             | Ligne de Vilnius à Didžiasalis      | Geledne               | Voie unique non électrifiée. Ligne déposée côté lituanien depuis 2003 |
| 1053     | Ligne de Uzberej à Grodno (pl)       | Gare de Poreche (pl)   | Ligne de Vilnius à Stasylos (pl)    | Gare de Stasylos (ru) | Voie unique non électrifiée                                           |
| 1054     | Ligne de Poreche à Druskininkai (pl) | Gare de Chernuha (pl)  | Ligne de Marcinkonys à Sianove (pl) | Gare de Kabeliai (pl) | Voie unique non électrifiée. Ligne fermée côté lituanien.             |

La ligne de Vilnius à Didžiasalis traversait la frontière entre Geledne et Rydnia, puis à Adutiškis (gare renommée Godutishki en 1995) ; elle a été fermée officiellement en septembre 2003. Elle est désormais déposée sur tout le territoire lituanien.